# 旺德内斯莱沙罗勒
旺德内斯莱沙罗勒（法語：Vendenesse-lès-Charolles，法語發音：[vɑ̃dnɛs lɛ ʃaʁɔl]，意为“沙罗勒附近的旺德内斯”）是法国索恩-卢瓦尔省的一个市镇，属于沙罗勒区。

## 地理
旺德内斯莱沙罗勒（46°26'31"N, 4°20'15"E）面积27.38 平方千米，位于法国勃艮第-弗朗什-孔泰大區索恩-卢瓦尔省，该省份为法国中部省份，北起顺时针与科多尔省、汝拉省、安省、罗讷省、卢瓦尔省、阿列省和涅夫勒省接壤。
与旺德内斯莱沙罗勒接壤的市镇（或旧市镇、城区）包括：博布里、沙罗勒、奥佐勒、圣博内德茹、沃德巴里耶、维里。
旺德内斯莱沙罗勒的时区为UTC+01:00、UTC+02:00（夏令时）。

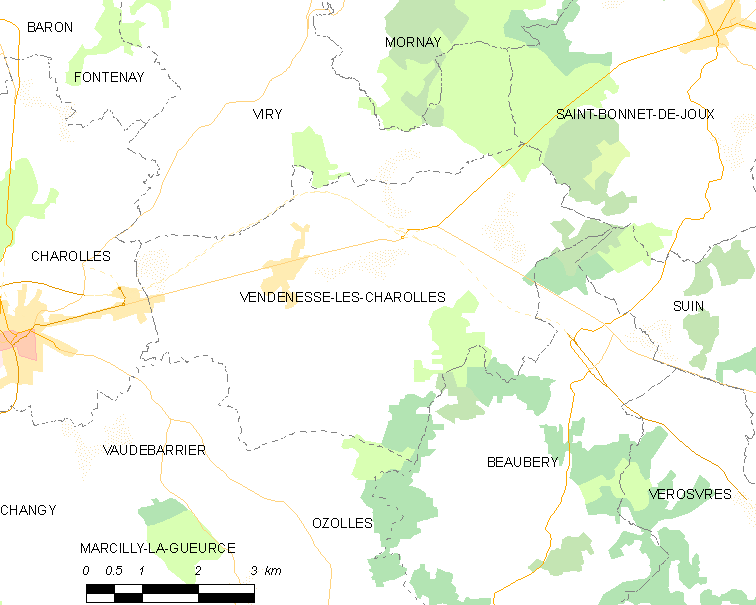
旺德内斯莱沙罗勒的OSM定位图

## 行政
旺德内斯莱沙罗勒的邮政编码为71120，INSEE市镇编码为71564。

## 政治
旺德内斯莱沙罗勒所属的省级选区为沙罗勒县。

## 人口

1962-2008年间旺德内斯莱沙罗勒人口变化图示

旺德内斯莱沙罗勒于2022年1月1日时的人口数量为738人。